# 碁ワールド
『碁ワールド（ごワールド）』は、囲碁の月刊誌で、日本棋院の機関誌。
1924年(大正13年)の日本棋院発足とともに発行された機関誌『棋道』と、姉妹誌『囲碁クラブ』が、1999年8月号から合併して日本棋院機関誌『月刊 碁ワールド』となった。雑誌コードは『囲碁クラブ』を引き継ぎ、通巻号数は『囲碁クラブ』からの継続で「第46巻第8号」から始まっている。有段者向けと級位者向け記事を配分して掲載。また毎年臨時増刊号として『囲碁年鑑』を発行。

## 主な記事、企画
棋戦の結果や、グラビア、講座などの他、以下の記事を掲載。
『囲碁クラブ』からの継続
- 「竹林杯精鋭八強戦」大竹英雄・林海峰主催の若手棋士8名によるトーナメント戦。準決勝から本誌掲載し、河野臨が優勝。2000年からは第2回が開始、高尾紳路が優勝。2001年は第3回として4チームによる世代別対抗戦が行われ、20代チーム（羽根直樹・高尾紳路・山下敬吾）が優勝。
- 朴治文「李昌鎬物語」第8回から1999/12月号第12回まで掲載。

『棋道』からの継続
- 「重野由紀二段のイタリア日記」2002/12月号まで連載。
- 「真剣勝負 七段に挑戦」（旧名「目指せ七段 我ら天下六段」）2000/11月号まで。アマチュアがプロ棋士と二子・上手5目コミ出しで対戦して勝てば七段免状を獲得する。
- 「日本棋院棋士年間総合星取表」毎月の棋士の成績を掲載。

記事
- 山田規三生「道頓堀交友録」1997/8-2000/6月号。棋士同士の交友関係エッセイ。
- 山田規三生「詰碁のエッセンス」
- 小坂秀二「囲碁と大相撲」1999/10-2001/6月号。相撲評論家による力士のこぼれ話。
- 真部一男「囲碁の虫・将棋の虫」2000/1-01/6月号。将棋棋士で囲碁のアマ強豪でもある著者のエッセイ。
- 中山典之「昭和囲碁風雲録」2000/4-03/2月号。昭和の囲碁と日本棋院の歴史。
- 吉丸真理「インターネット囲碁学園」2000/7-09/9月号。パソコンやインターネットによる囲碁の楽しみ方の紹介。番外編として、コンピュータ囲碁について松原仁らに取材。
- 「若手棋士VS選抜女子学生、打ち込み六番勝負」2000/7-12月号。
- 藤沢周「藤沢周の番外エッセー」2000/11-02/6月号。作家による勝負事にまつわるエッセイ。
- 「女子大生置碁道場」2001/7-12月号。
- 水口藤雄「囲碁の博物誌」2002/1-03/12月号。全国各地の囲碁の風土・風物の旅。
- 「少年少女置碁道場 ヒカルに続け!」2002/1-9月号。
- 福井正明「碁界黄金の十九世紀」2002/7-04/12月号大仙知や元丈・知得から秀栄・秀哉まで19世紀の棋士群像を紹介。
- 松島利行「そこに碁盤があった 囲碁と映画の文化論」2003/5-07-12月号。映画評論家による映画と囲碁にまつわるエッセイ。
- 呉清源・小川誠子「六合の囲碁」2004/1-05-12月号。呉清源の囲碁講座。
- 水口藤雄「徳川家康の囲碁物語」2004/1-12月号。徳川家康と囲碁の関わりの記録。
- 福井正明「囲碁史探偵が行く」2005/1-07/12月号。囲碁史の意外な出来事を取り上げた読物。
- 吉田知子「ザル碁の世界」2008/1月号-。いつまでもけっして強くならない囲碁妖怪達の世界を語るエッセイ。
- 秋山賢司「囲碁史に遊ぶ」2008/1月号-。囲碁史のエピソードの紹介。
- 秋山滋・朴ジョンチャン「友情の棋譜」2008/12月号付録。2007年に日本棋院で募集した第1回囲碁マンガ原作大賞の準グランプリ作品をマンガ化したもの。
- 眉村卓「囲碁ショートショート」2009/1月号-。毎回1作の囲碁を題材にしたショートショートを連載。
- 北山陽一「一目おかれたい!」2009/2月号-。囲碁初心者のゴスペラーズメンバーによる棋力アップエッセイ。

連載漫画
- 手塚プロダクション「悟空の囲碁修行」 1997/8-2001/12月号。悟空（手塚治虫「ぼくの孫悟空」主人公）が天竺へ旅しながら囲碁の腕を上げていく。
- 笠太郎「日々碁席」2005/1-2012/8月号。碁会所を舞台にした人間模様。
- 藤井ひろし「星のあつみ」2010/1月号-。高校生星あつみの囲碁ライフ。
- 松田一輝「天棋-TENKI-」2012/9月号-。佐倉藩碁打頭の子である三枝天碁の成長の物語。小林千寿五段監修。